# Ascanio Sforza
Ascanio María Sforza Visconti (Cremona, 3 de marzo de 1455-Roma, 28 de mayo de 1505) fue un cardenal italiano de la Iglesia católica desde el 17 de marzo de 1484.  Nombrado por el papa Sixto IV, se hizo famoso por su habilidad diplomática y por su rol fundamental en el cónclave de 1492, donde salió electo Alejandro VI.

## Primeros años
Ascanio Sforza nació en Cremona, quinto hijo de Francisco Sforza, Duque de Milán, y Bianca María Visconti, hermano menor de Galeazo María Sforza y Ludovico Sforza apodado "el Moro".
En su adolescencia, a Ascanio se le había destinado el puesto cardenalicio del ya cardenal Guillaume d'Estouteville, el más rico de todos los cardenales en ese entonces, puesto destinado debido a que d'Estouteville contaba con el apoyo de Galeazzo Sforza para su candidatura papal, sin embargo, la elección favoreció a Francisco della Rovere (Sixto IV) que de igual forma quiso hacerlo cardenal en 1477, pero el colegio cardenalicio rechazó la petición. En todo caso Ascanio fue nombrado administrador apostólico de Pavia el 17 de septiembre de 1479.

## Cardenal
En 1484, Ascanio, representado por Ludovico Sforza en el congreso de Cremona fue aceptado por sus participantes en el colegio cardenalicio y fue nombrado cardenal diácono de San Vito y San Modesto en el verano de ese mismo año, entrando a Roma pocos días después de la muerte de Sixto IV. La ceremonia formal de nombramiento aún no se había realizado y por ello algunos cardenales no estaban de acuerdo de que participara en el cónclave a realizar, pero debido a la intervención del vicecanciller Rodigo Borgia (futuro Alejandro VI) fue recibido con plenos derechos cardenalicios y participó en el cónclave que eligió a Giovanni Battista Cybo como Inocencio VIII.
Durante éste pontificado, Ascanio cumplió como legado de su hermano en la Santa Sede y su propósito principal era lograr una reconciliación entre Fernando I de Nápoles con los Sforza. En marzo de 1486, Ascanio tuvo un conflicto con el cardenal Jean Balue, embajador francés en Roma quien había sugerido que el papa convocara a Rene I d'Anjou para que recuperase sus derechos sobre el trono napolitano. La discusión se tornó tan violenta que Inocencio, generalmente reticente a interferir en problemas de sus inferiores, ordenó detenerla. En su esfuerzo de aliar Nápoles con Milán, Ascanio recibió a Fernando de Capua, nieto de Ferrante, en su palacio en Trastevere en mayo de 1492, el banquete organizado en honor al príncipe napolitano era tan extravagante y magnífico que Stefano Infessura decía: "si diera una cuenta, nadie me lo creería" .

## Vicecanciller
Para el cónclave de 1492, no obteniendo la tiara papal, Ascanio prometió su voto a Rodrigo Borgia a cambio del cargo de vicecanciller. Este último fue elegido papa gracias a sus dotes de diplomático e independencia al resto de los Estados, como también algunos proponen que su elección fue simoniaca. Borgia adoptó el nombre de Alejandro VI y Ascanio fue designado su vicecanciller, como su primer ministro virtual de la Santa Sede; como también le entregó su Palacio en Roma para que lo ocupase de vicecancillería, el Castillo de Nepi, el obispado de Agria, entre otros.  Para consolidar la relación entre su familia y la casa papal, Ascanio arregló el matrimonio entre Giovanni Sforza, su sobrino, gobernador de Pésaro y Lucrecia Borgia, hija del papa en 1493.

## Invasión francesa
La amistad entre Ascanio y Alejandro VI vino a un callejón sin salida cuando los franceses invadieron Italia en septiembre de 1494. Enterado de las maquinaciones del cardenal Giuliano della Rovere contra él, Alejandro decidía resistir a los franceses. Ludovico Sforza que se aliaba secretamente con el rey Carlos VIII de Francia, Ascanio traicionó al papa junto con varios cardenales e intentó convocar un consistorio para deponer al papa y reformar la iglesia. Después del triunfo papal sobre el rey, Milán abandonó a los franceses y Sforza fue recibido de nuevo en la Santa Sede. Sin embargo él nunca logró recuperar la amistad anterior que tenía con el papa. Cuando apuñalaron Juan de Borja y Cattanei, el II Duque de Gandía, el hijo del papa, en 1497, Ascanio no asistió al consistorio y fue acusado sospechoso del asesinato. Sin embargo, el papa lo absolvió inmediatamente.
Cuando los franceses invadieron otra vez Italia con la ayuda de la Santa Sede, Ascanio supo de la caída y el encarcelamiento de Ludovico Sforza en 1500. Al frente de un ejército partió de Milán en su socorro, pero en un encuentro con las tropas venecianas aliadas de Francia fue derrotado y obligado a retirarse a Rivoli, donde fue sitiado. Sin provisiones con las que poder resistir el asedio, hubo de rendirse, siendo apresado y conducido a Lyon. Sería liberado en enero de 1502.
En el cónclave de septiembre de 1503 hizo esfuerzos, aunque en vano, para suceder a Alejandro VI, luchando contra el cardenal della Rovere y contra Georges d'Amboise, el candidato formal de Francia. Cuando Pío III (Francesco Piccolomini) murió el mismo mes de su coronación, Ascanio repitió su esfuerzo en el cónclave de octubre de 1503, pero fue derrotado otra vez por della Rovere que tomó el nombre de Julio II.
Ascanio, vencido por tantas derrotas murió de peste a los cincuenta años de edad. Julio II comisionó a Andrea Sansovino la erección de la tumba del cardenal en la capilla mayor de Santa María del Popolo.

## Fuentes

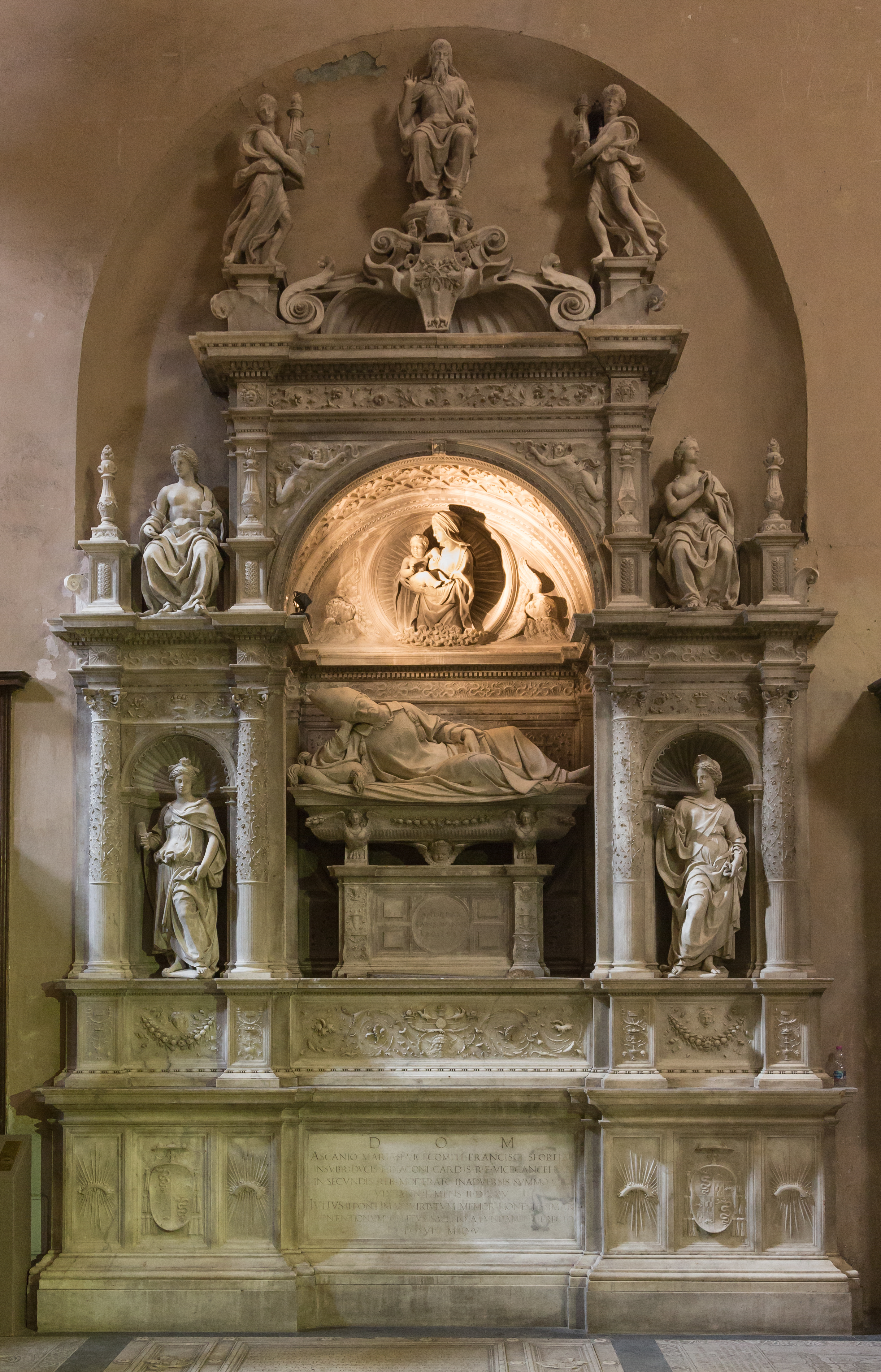
Sepultura del cardenal en Santa María del Popolo.

## Filmografía
| Año  | Película   | Director          | Intérprete     |
| ---- | ---------- | ----------------- | -------------- |
| 2006 | Los Borgia | Antonio Hernández | Antonio Valero |